# Buhl (Idaho)
Buhl és una població dels Estats Units a l'estat d'Idaho. Segons el cens del 2000 tenia 3.985 habitants.

## Demografia
Segons el cens del 2000, Buhl tenia 3.985 habitants, 1.561 habitatges, i 1.045 famílies. La densitat de població era de 915,8 habitants per km².
Dels 1.561 habitatges en un 33,3% hi vivien nens de menys de 18 anys, en un 52% hi vivien parelles casades, en un 9,9% dones solteres, i en un 33% no eren unitats familiars. En el 29,2% dels habitatges hi vivien persones soles el 17,8% de les quals corresponia a persones de 65 anys o més que vivien soles. El nombre mitjà de persones vivint en cada habitatge era de 2,53 i el nombre mitjà de persones que vivien en cada família era de 3,14.
Per edats la població es repartia de la següent manera: un 28,5% tenia menys de 18 anys, un 8,9% entre 18 i 24, un 24,9% entre 25 i 44, un 18,7% de 45 a 60 i un 19% 65 anys o més.
L'edat mediana era de 36 anys. Per cada 100 dones de 18 o més anys hi havia 88,1 homes.
La renda mediana per habitatge era de 28.644 $ i la renda mediana per família de 34.242 $. Els homes tenien una renda mediana de 26.069 $ mentre que les dones 17.069 $. La renda per capita de la població era de 13.539 $. Aproximadament el 9,6% de les famílies i el 14,3% de la població estaven per davall del llindar de pobresa.

## Poblacions més properes
El següent diagrama mostra les poblacions més properes.